# Holsten (adelsslægt)
 For alternative betydninger, se Holsten (flertydig). (Se også artikler, som begynder med Holsten)
von Holsten er en gammel frankisk adelsslægt, af hvilken Claus von Holsten trådte i dansk tjeneste som oberst; han blev myrdet 1643 af svenske marodører på sit gods Botternhofen i Holsten. Hans søn, justitsråd Adolf Hans von Holsten (1630-1694), der erhvervede Gelskov og Langesø på Fyn, havde flere sønner, bl.a. Wulf Sivert von Holsten (1672-1718), som gift med Ide Skeel (1676-1749) var fader til Erik Skeel von Holsten (1710-1772) til Gelskov og Arreskov, som døde barnløs.
Blandt disse sønner kan også nævnes den ugifte herre til Findstrup, fra nu af kaldt Holstenshuus, oberst Christian Adolph von Holsten (1669-1710), der faldt i Slaget ved Helsingborg i spidsen for Livregimentet Dragoner, og oberst Godske Ditlev von Holsten (1674-1745). Denne sidste udmærkede sig ved flere lejligheder som deltager i Den spanske Arvefølgekrig; han oprettede Stamhuset Holstenshuus.
Hans søn, gehejmeråd og hvid ridder Adam Christopher von Holsten (1717-1801), en ualmindelig dygtig og virksom godsejer, der med sjælden iver søgte at fremme bondens vel, blev ved patent af 4. september 1778, året før stamhuset blev lensbaroni, optaget i friherrestanden med flg. våben:
Skjoldet delt af sølv, hvori en halv grå ørn, fast på delingen, og guld, hvori tre røde bjælker, slægtens gamle mærker, to hjelme, den højre – heraldisk regnet – bærende en guld strudsfjer mellem to røde, den venstre et rødt og et sølv vesselhorn, skjoldholdere to tilbageseende grå ørne.
Han var fader til admiral, lensbaron Hans Holsten (1758-1849), der tiltrådte besiddelsen af baroniet efter en ældre barnløs broder, og til generalmajor, kammerherre, lensbaron Ditlev Cai Holsten (1762-1834). Admiralens ældste søn, gehejmekonferensråd, kammerherre, lensbaron Adam Christopher Holsten-Charisius til Baroniet Holstenshus og det Charisiske Fideikommis (1793-1879), der ved sit ægteskab bragte det von Schilden-jyske Fideikommis (Clausholm) til sin slægt, var fader til baronesse Sophie Magdalene Holsten (1830-1906), som blev stammoder til baronerne Berner-Schilden-Holsten (se Berner), og til baronesse Regitze Holsten (1831-1896), der ægtede Estrup. Generalmajorens eneste, ugifte søn, gehejmekonferensråd, kammerherre, lensbaron Frederik Christian Holsten (1804-1885); vandt almindelig anerkendelse for sin fortjenstfulde og dygtige embedsførelse, sidst i over en menneskealder som stiftamtmand over Lolland-Falsters Stift.